# 高田休廣

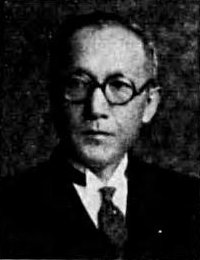
高田休廣（1934年頃）

高田 休廣（たかだ やすひろ、1895年5月25日 - 1942年1月5日）は、昭和前期日本の官僚。高田 耕甫（たかだ こうほ）の筆名により「東京市歌」を作詞したことで知られる。山形県米沢市出身。

## 経歴
1895年（明治28年）、元会津藩士・高田休烈の五男として山形県米沢市に生まれる。
三兄は裁判官で、静岡地方裁判所浜松支部長等を歴任した高田豊。
1921年（大正10年）、東京帝国大学英法科を卒業し東京府庁に入庁。1923年（大正12年）、東京市懸賞公募の「東京市歌」（作曲：山田耕筰）で応募作が一等入選となるが、石川県警察部に出向していたため不在であった。
関東大震災の後に帰京、文部省に入省し学務局農業教育課長、社会教育局青年教育課長、資源局官房文書課長、宗教局長、督学官等を歴任する。1938年（昭和13年）に文部省を退官した後、1941年（昭和16年）に長崎高等商業学校の校長となるが1942年（昭和17年）1月5日に現地で急逝した。享年48（満46歳没）。1月7日付の贈位により、従四位に叙せられる。墓所は多磨霊園(21-1-6)

## 著作
- 教育行政（自治行政叢書・第14巻。常磐書房、1934年） NCID BB1273769X - 小笠原豊光との共著。